# Felsen-Leimkraut
Das Felsen-Leimkraut (Atocion rupestre, Syn.: Silene rupestris L.) ist eine Pflanzenart aus der Gattung Atocion innerhalb der Familie der Nelkengewächse (Caryophyllaceae).

## Beschreibung

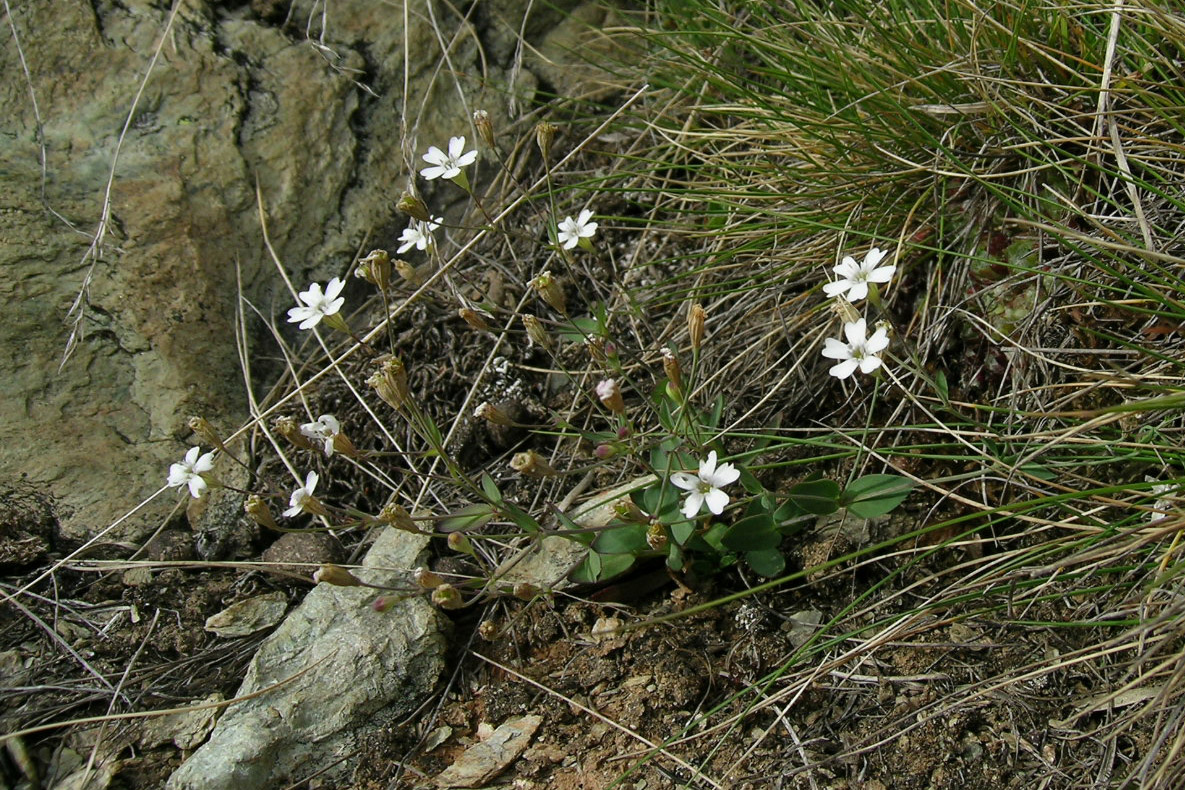
Habitus und Blüten

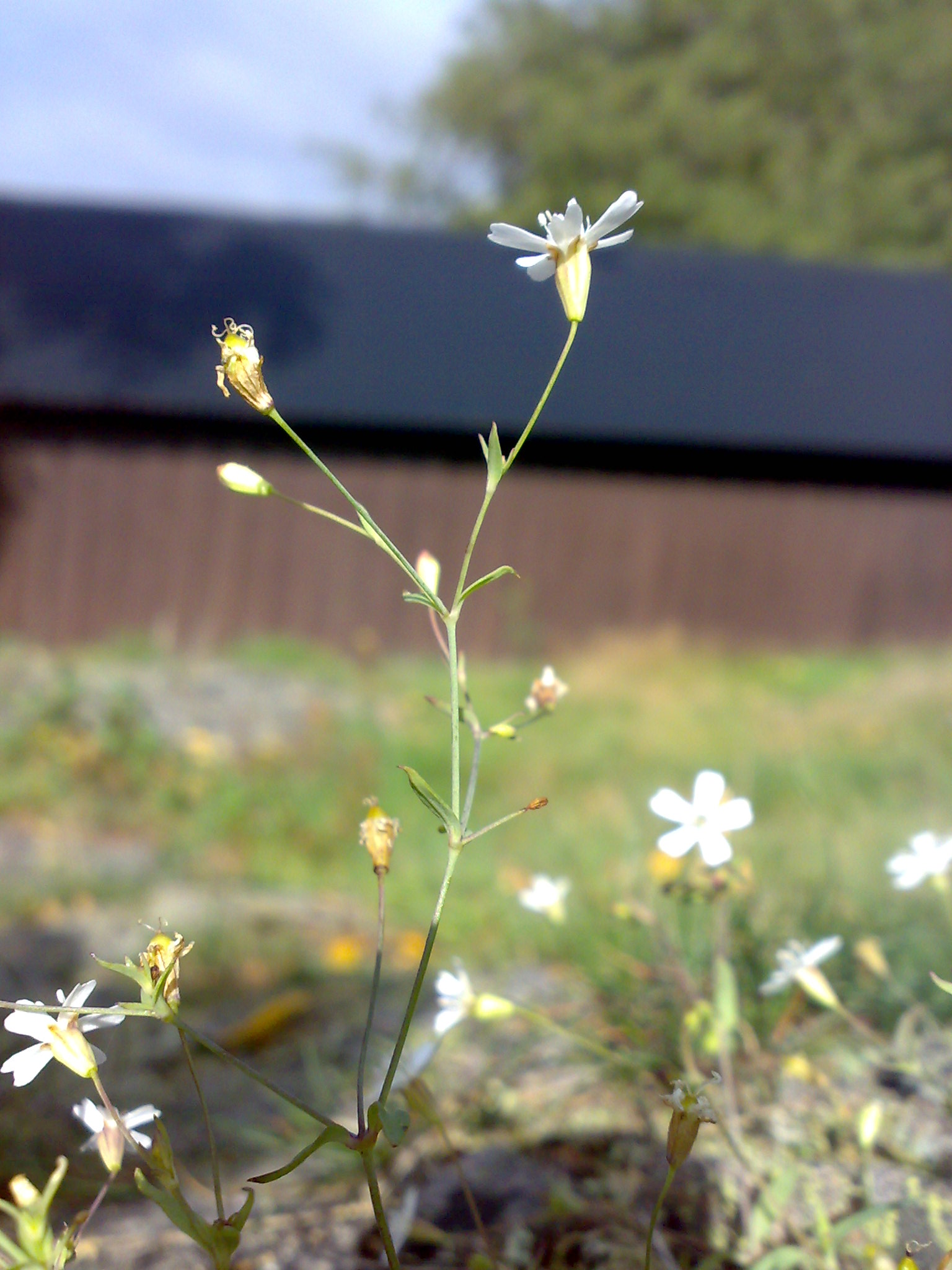
Blütenstand

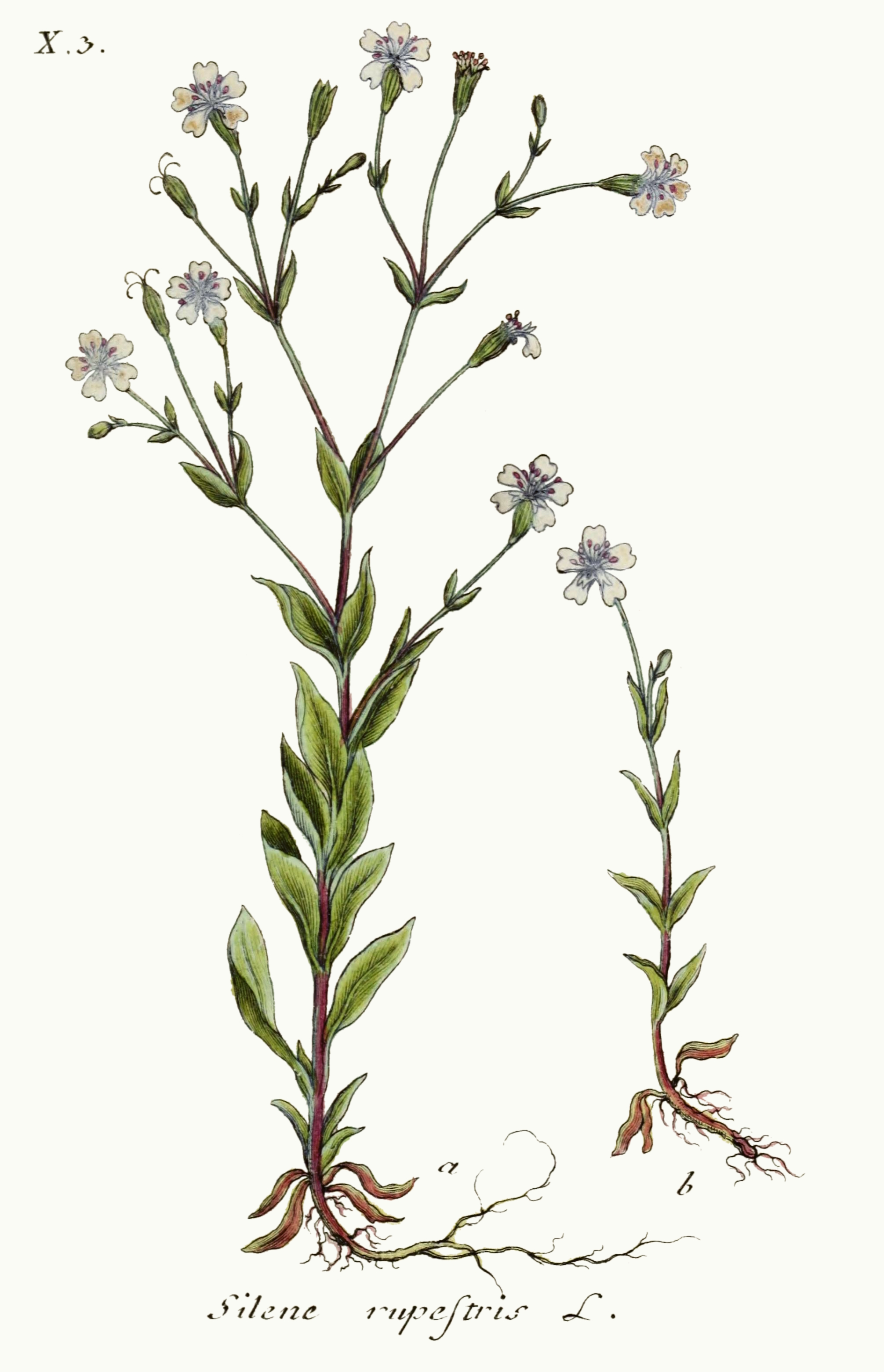
Illustration aus Deutschlands Flora in Abbildungen nach der Natur, Volume 6, Tafel 29

### Vegetative Merkmale
Das Felsen-Leimkraut ist eine ausdauernde, aber nur kurzlebige krautige Pflanze und erreicht Wuchshöhen von 10 bis 25 Zentimetern. Ihr am Grunde oft verzweigter Stängel ist kahl oder schwach behaart, aber nicht klebrig.
Die Laubblätter sind gegenständig angeordnet. Die einfachen Blattspreiten sind länglich-lanzettlich; die unteren enden stumpf, die oberen enden spitz und sind blau-grün.

### Generative Merkmale
Die Blütezeit liegt zwischen Juli und August. Der Blütenstand ist ein lockeres, meist reichblütiges Dichasium mit lang gestielten Blüten.
Die zwittrigen Blüten sind fünfzählig. Der Kelch ist zehnnervig und bei einer Länge von 4 bis 7 Millimetern kreiselförmig. Die eiförmigen Kelchzähne sind fast halb so lang wie die Kelchröhre. Die fünf weißen oder rosafarbenen Blütenkronblätter sind 6 bis 9 Millimeter lang; die Platte ist verkehrt-herzförmig mit einer tiefen Ausrandung. Es sind drei Griffel vorhanden.
Die in den Kelch eingeschlossene Kapselfrucht ist bei einer Länge von 5 bis 6 Millimetern länglich-eiförmig. Der kahle Karpophor ist ein Viertel so lang wie die Kapselfrucht. Die Samen besitzen eine körnig-raue Oberfläche. Ein mittelgroßes Pflanzenexemplar trägt etwa 40 Kapselfrüchte mit je 30 nierenförmigen Samen.
Das Felsen-Leimkraut ist diploid mit einer Chromosomenzahl von 2n = 24.

## Vorkommen
Das Verbreitungsgebiet des Felsen-Leimkrautes ist auf Europa beschränkt. Molekularphylogenetische Untersuchungen bestätigen eine nähere Verwandtschaft mit nordamerikanischen Arten nicht. Sie kommt in Skandinavien und in den Gebirgen Mittel- und Südeuropas vor. In Skandinavien ist sie weit verbreitet in Norwegen (nördlich bis 70°N), Schweden, Finnland und im angrenzenden nordwestlichen europäischen Teil Russlands. Sie kommt in Süddeutschland (Schwarzwald und Allgäu), in den Alpenländern Österreich, Schweiz und Slowenien, in Norditalien (außer in den Alpen auch im nördlichen Apennin), in Frankreich (außer in den Alpen und Pyrenäen auch im Zentralmassiv und in den Vogesen), auf Korsika, im nördlichen (Pyrenäen und Kantabrisches Gebirge) und im südöstlichen (Sierra Nevada) Spanien, im südöstlichen früheren Jugoslawien und im nördlich-zentralen Rumänien (im Rodnaer Gebirge in den Ostkarpaten) vor. Der Fundort in Tschechien ist unsicher, die Funde in Sardinien und West-Sibirien beruhen auf Irrtum.
In den Alpen gedeiht das Felsen-Leimkraut meist in Höhenlagen von 800 bis 2900 Metern und meist in Silikatgebieten. In den Penninischen Alpen erreicht die Art 3000 Meter. In den Allgäuer Alpen steigt sie bis in Höhenlagen von 1250 Metern (am Bärgündele in Bayern) bis zu 2300 Metern an anderer Stelle auf.
Auf nährstoffarmen, kalkarmen, aber basenreichen Böden wächst das Felsen-Leimkraut in lichtoffenen Silikatfelsspalten, auf Felsgrus, an Erdanrissen, an Wegen, an vom Menschen beeinflussten Störstellen. Sie ist eine Kennart der Ordnung Sedo-Scleranthetalia. Im Schwarzwald ist sie eine Charakterart des Sileno-Sedetum, in den Alpen des Sclerantho-Sempervivetum. Sie kommt aber auch in Pflanzengesellschaften des Verbands Androsacion vandellii vor.
Die ökologischen Zeigerwerte nach Landolt et al. 2010 sind in der Schweiz: Feuchtezahl F = 1+ (trocken), Lichtzahl L = 4 (hell), Reaktionszahl R = 2 (sauer), Temperaturzahl T = 2+ (unter-subalpin und ober-montan), Nährstoffzahl N = 2 (nährstoffarm), Kontinentalitätszahl K = 4 (subkontinental).

## Taxonomie
Die Erstveröffentlichung unter dem Namen (Basionym) Silene rupestris erfolgte 1753 durch Carl von Linné in Species Plantarum, Tomus I, Lars Salvius, Stockholm, Seite 421.
Gestützt auf molekularphylogenetische Untersuchungen wurde das Felsen-Leimkraut 2001 zusammen mit vier anderen Arten als Atocion rupestre (L.) Oxelman in der Gattung Atocion Adans. von der Gattung Silene abgetrennt. (Seit 2013 sind in der Gattung Atocion sechs Arten enthalten.) Weitere Synonyme für Atocion rupestre (L.) Oxelman sind: Cucubalus saxatilis Lam. nom. illeg., Oncerum rupestre (L.) Dulac, Silene alpestris Willd. ex Nyman nom. inval. non Jacq., Silene kaulfussii Spreng.